# Abborrtjärnen (Sundsjö socken, Jämtland, 699328-146881)
Abborrtjärnen är en sjö i Bräcke kommun i Jämtland och ingår i Ljungans huvudavrinningsområde. Sjön har en area på 0,0609 kvadratkilometer och ligger 327,1 meter över havet.

## Delavrinningsområde
Abborrtjärnen ingår i det delavrinningsområde (699469-146937) som SMHI kallar för Inloppet i Svart-Gässlingen. Medelhöjden är 365 meter över havet och ytan är 10,14 kvadratkilometer. Det finns inga avrinningsområden uppströms utan avrinningsområdet är högsta punkten. Stadstjärnbäcken som avvattnar avrinningsområdet har biflödesordning 4, vilket innebär att vattnet flödar genom totalt 4 vattendrag innan det når havet efter 218 kilometer. Avrinningsområdet består mestadels av skog (83 procent). Avrinningsområdet har 0,65 kvadratkilometer vattenytor vilket ger det en sjöprocent på 6,4 procent.